# Mats Gren
För politikern med samma namn, se Mats Green (född 1979)
Mats Åke Gren, född 20 december 1963 i Stora Kopparbergs församling i Falun i Kopparbergs län, är en svensk före detta fotbollsspelare, som senare varit tränare och sportchef.

## Biografi
Mats Grens spelarkarriär började i Falu BS där han spelade, fram till han värvades av IFK Göteborg. Gren var med och blev svensk mästare redan första säsongen 1984. Debut blev det även i landslaget 26 september samma år på San Siro i Milano, i en vänskapsmatch mot Italien. Den 6 november 1985 spelade Gren sin sista match med IFK Göteborg i Europacupen mot turkiska Fenerbache, då han därefter lämnade Sverige och blev proffs i Grasshopper-Club Zürich. Gren gjorde 4 mål direkt i debuten 9 november 1985 i åttondelsfinalen i cupen mot Young Boys. Han spelade i Grasshopper i femton år, och blev ligamästare med klubben fem gånger (1990, 1991, 1995, 1996, 1998), och vann fyra cuptitlar (1988, 1989, 1990, 1994). Gren började som anfallare, men efter en kort period förflyttades han till mittfältare, för att slutligen spela de sista tio åren i Grasshopper som mittback. Han blev även lagkapten för den schweiziska klubben. 
Gren spelade 23 landskamper för det svenska landslaget och deltog i VM 1990, med ett inhopp i sista matchen mot Costa Rica, samt blev Stor grabb 1992. Ett inhopp i en träningslandskamp mot Tunisien 22 april 1992 blev hans sista landskamp. En knäskada hindrade medverkan i hemma-EM 1992, och därefter fick han inte chansen igen i landslaget.
2005 blev Gren anställd som tränare under en säsong i FC Vaduz, för att sedan fortsätta sin tränarkarriär som assisterande i sin gamla klubb Grasshopper. Gren blev därefter huvudtränare i Vejle BK och Jönköpings Södra IF. Han värvades 2014 till IFK Göteborg som sportchef, vilket han var till 2018. 2020–2021 var han huvudtränare för damallsvenska BK Häcken FF (som till och med 2020 hette Kopparbergs/Göteborg FC). Han ledde laget till SM-guld 2020.